# Chloropoea conradti
Chloropoea conradti är en fjärilsart som beskrevs av Charles Oberthür 1893. Chloropoea conradti ingår i släktet Chloropoea och familjen praktfjärilar. Inga underarter finns listade i Catalogue of Life.